# 진도의 진도개
진도의 진도개(珍島의 珍島犬)는 대한민국 전라남도 진도군 일대에서 옛날부터 길러오고 있는 특산의 개 품종이다. 1962년 12월 3일 대한민국의 천연기념물 제53호로 지정되었다.

## 개요
전라남도 진도군 일대에서 우리 선조들이 옛날부터 길러오고 있는 우리나라 특산의 개 품종이다. 진도개의 키는 수컷이 50∼55cm, 암컷은 45∼50cm이며 머리와 얼굴은 정면에서 보아 8각형을 나타내고 야무진 턱을 가졌으며 전체적 인상은 온순하다. 귀는 앞으로 약간 기울어져 빳빳하게 서 있고, 눈은 삼각형이며 짙은 황색이나 회색을 띤다. 코는 거의 검은색이고 담홍색을 띤 것도 있다. 진도개는 성격이 대담하고 후각과 청각이 아주 예민하여 사냥에 적합하다. 또한 충직하고 영리하며, 살던 곳에서 멀리 다른 곳으로 갔다가도 살던 곳으로 되돌아오는 성질이 뛰어나 애완용이나 집지키기에 적합한 개이다.
가축으로 기르게 된 유래에는 삼국시대에 남송(南宋)의 무역선이 진도 근해에서 조난을 당했을 때 들어왔다는 설, 고려시대 삼별초의 난 때 몽고군 군견이 남아 시조가 되었다는 설, 조선 전기 진도군의 군마목장을 지키기 위해 몽고에서 들여왔다는 설 등이 있다. 명확한 역사기록이 남아 있지 않아 확실하게 유래를 단정할 수 없으나, 석기시대 사람들이 기르던 개의 종류가 전해 내려오면서 육지와 떨어진 진도에서 순수한 혈통을 그대로 보존해 온 것으로 보인다. 조선시대 임진왜란(1592) 때 진도의 모든 개들이 일제히 한 방향을 향하여 짖으며 심상치 않은 태도를 보였는데, 그 다음날 수 많은 왜군 배들이 그 방향에서 나타났다는 이야기도 전해진다.
진도의 진도개는 현재 <한국진도개보존육성법>과 <문화재보호법>에 의하여 법적인 보호를 받고 있으며, 우리나라의 고유 품종으로서 학술적 가치가 크므로 천연기념물로 지정·보호하고 있다.

## 한글맞춤법
한글맞춤법표기안을 따르면 ‘진돗개’가 맞는 표기지만 문화재 지정 공식 명칭은 '진도개'이다.

## 같이 보기
- 진돗개

## 참고 문헌
- 문화재청, 《문화재이야기여행 천연기념물 100선 보관됨 2016-08-28 - 웨이백 머신》, pp216-221, 2016-03-31
- 진도의 진도개 - 국가유산청 국가유산포털